# Tielman Brothers
De Tielman Brothers was een Nederlandse rockband die ontstond in de jaren veertig en in verschillende bezettingen tot in de 21e eeuw actief was. In haar hoogtijdagen (eind jaren vijftig/begin jaren zestig) bestond de groep uit de vier gebroeders Tielman: Reggy (1933-2014), Ponthon  (1934-2000), Andy (1936-2011) en Loulou (1938-1994). Ook hun zus Jane (1940-1993) heeft met de Tielman Brothers opgetreden.

## The Timor Rhythm Brothers – Indonesië 1948-1957
Het verhaal van The Tielman Brothers begon in Soerabaja, waar vier broertjes Tielman al op jonge leeftijd gingen musiceren. Hun vader Herman Dirk Tielman werd geboren in Menado (Noord Celebes) en groeide op in Kupang (West-Timor). Na zijn huwelijk met Flora Laurine Hess werd hij ambtenaar in Soerabaja. Tijdens de Japanse bezetting verbleef hij in een interneringskamp en na de bevrijding in het voorjaar van 1946 was hij nog tot juni 1948 in dienst van het KNIL bij een bewakingsbataljon in Soerabaja.

Herman Tielman was vanaf 1948 de grote inspirator en mentor van The Timor Rhythm Brothers, bestaande uit Reggy (gitaar, banjo), Andy (gitaar), Ponthon (contrabas) en Loulou Tielman (drums). Hun show bestond uit muziek, dans en rituelen uit Indonesië. Zij speelden ook instrumentale wereldmuziek zoals 12th. Street Rag, Tiger Rag en vocale hits van Nat King Cole, Bill Haley en later vooral van hun grote inspirator Elvis Presley. Ze traden op tijdens feesten in Soerabaja en maakten samen met hun kleine zusje Jane een NIWIN-tournee langs de kampen van de Nederlandse militairen. Vader Tielman speelde tijdens hun shows mee op gitaar en moeder zorgde voor de aankondigingen.
Op 29 december 1949 werd Indonesië onafhankelijk. De familie Tielman ging optreden voor de Indonesiërs tot in het paleis van Soekarno toe. Gaandeweg in de jaren 50 namen de optredens af en na een mislukte poging tot emigratie naar Brazilië kwam het moment dat ze moesten kiezen voor de Indonesische nationaliteit of beter konden vertrekken. Vader Tielman verwachtte dat zijn kinderen in Nederland meer toekomstmogelijkheden hadden. Op 23 maart 1957 stapte de familie Tielman aan boord van het m.s. Sibajak en vertrok vanuit de haven van Tanjung Priok (Djakarta) naar Nederland. Ponthon was ze in november 1956 al voorgegaan en verbleef samen met zijn gezin in een contractpension in Baarn. In Indonesië was in die periode grote weerstand ontstaan tegen rock-'n-roll-muziek: het werd gezien als een aanval op de volksmoraal, en in februari 1957 werd deze zelfs verboden.

## Van Breda naar de Expo '58 in Brussel 1957-1958
In maart 1957 kwam de familie Tielman naar Nederland en kreeg onderdak in contractpension Smolders aan de Baronielaan in Breda. Bij muziekhandel Spronk aan de Veemarktstraat kochten ze op afbetaling twee grote witte elektrische Miller gitaren en één donkere Caledonië gitaar. Het waren Nederlandse producten uit de Egmond fabriek (type ES 57) uit Best bij Eindhoven. Later kochten ze nog kofferversterkers, ter vervanging van de oude radioversterkers die ze eerst gebruikten. De vier broers gingen weer optreden als The 4 T's en The Four Tielman Brothers, en de eerste optredens vonden plaats in een zaal van Hotel De Schuur aan de Catharinastraat in Breda. Op 20 juli 1957 traden ze voor het eerst in Den Haag op in de grote koepelzaal (Moors Paleis) van de Haagsche Dierentuin voor het jaarlijks jazz- en dansfeest van de Embers Club.
Een klein jaar later kregen ze een woning toegewezen in de Muntmeesterstraat in Hedel (Bommelerwaard, Gelderland). In 1958 kregen ze de kans om zes maanden in de Hawaiian Village van het attractiepark op de wereldtentoonstelling Expo 58 in Brussel op te treden. Ze presenteerden daar een wervelende rock-'n-rollshow, zoals nog nooit eerder in Europa vertoond was - de broers bespeelden gitaren achter in de nek, gooiden gitaren in de lucht en naar elkaar, bespeelden gitaren met de voeten, haalden toeren uit met de contrabas, de drummer liep spelend om het drumstel heen en sloeg met de drumstokken op de gitaarsnaren. Ze werden ontdekt door René (Nappie) Van Vlasselaer en Ferry (?), eigenaren van een Belgisch jukeboxbedrijf. Op hun label Fernap brachten zij de eerste single van de Tielman Brothers uit met de eigen composities Rock Little Baby Of Mine en You're Still The One. Beide nummers waren duidelijk beïnvloed door Elvis Presley, en het was tevens de allereerste rock-'n-roll productie van een Nederlandse band. Ondertussen hadden zij ook twee donkere Egmond Caledonië ES 57 gitaren met 3 elementen aangeschaft. Toen op een nacht eind augustus 1958 al hun gitaren en versterkers tijdens een grote brand op het Hawaiiaans Dorp verloren gingen, liet de bemiddelde schoonvader van Andy Tielman peperdure Gibson gitaren en versterkers uit Amerika overkomen. Andy Tielman kwam in het bezit van een Gibson Les Paul Goldtop en zijn broer Reggy een Gibson Les Paul Custom 3 Pickup (dit model werd ook "Black Beauty" genoemd vanwege zijn zwarte afwerking) en bovendien een blonde Gibson ES-350T (dé Chuck Berry gitaar 1955-1963) en twee Gibson GA-77 gitaarversterkers. De shows van The Four Tielman Brothers  werden daarna voortgezet in het  Palladium een grote zaal in de nabij gelegen International Music Hall op het attractiepark van de Expo.

## De eerste platen in Nederland en vertrek naar Duitsland 1959-1960
Hans-Joachim Kulenkampff en Peter Frankenfeld ontdekten de Tielman Brothers op de Expo en haalden ze eind 1958 naar Duitsland voor een gastoptreden in hun tv-show en een muzikale act in de film Paprika (1959). De allereerste optredens van de Tielman Brothers in Duitsland vonden plaats van 3 tot 16 januari 1959 in Café Kossenhaschen in Planken/ Mannheim.  Op 29 januari 1959 trad de band op in Hotel Deutsches Theater in München tijdens een filmbal ter gelegenheid van de première van de film Paprika. Ze ontmoetten daar Romy Schneider en kregen een filmorde uitgereikt. Hun manager René 'Nappie' van Vlasselaer liet de groep in 1959 optreden als pauze act in circussen, op jaarmarkten en kermissen.
Platenmaatschappij Bovema bood de Tielman Brothers eind 1959 een platencontract aan. Hun eerste plaat met Record Hop en Swing It Up was in die tijd veel te ruig voor Nederlandse begrippen en werd niet op de radio gedraaid. In januari 1960 verschenen zij op tv met hun wilde rock-'n-rollshow. Zij waren de eersten op de televisie met twee gitaren, bas en drums. De reacties hierop in de kranten waren zeer negatief. Hun opname 18th. Century Rock, een bewerking van een sonate van Wolfgang Amadeus Mozart oogstte eveneens een storm van kritiek. De gitaarstijl van Andy Tielman had in deze beginperiode veel overeenkomsten met die van Eddie Bush, de gitarist van de Amerikaanse rock-'n-rollzanger Carl Mann. Ze coverden ook twee van zijn hits Pretend en I Can't Forget You. 
Black Eyes is een traditionele Russische gypsymelodie en de muziek werd oorspronkelijk geschreven door de Duitse componist Florian Hermann als Hommage, Valse Opus 21 (gepubliceerd in 1884). Het werd hun eerste instrumentale gitaarnummer op de plaat. Het was op West-Java bekend als Panon Hideung (Soendanees). Hun inspiratiebron was echter vooral de instrumentale gitaarbewerking Ochi Chornya (Dark Eyes) van Chet Atkins uit 1955. De Tielman Brothers speelden het net als Chet Atkins met een tempoversnelling halverwege het nummer, maar nu met een onvervalst rock-‘n-roll ritme. Black Eyes werd het ultieme Tielman Brothers nummer.
Nederland was in 1960 echter duidelijk nog niet rijp voor de eigen rock-'n-roll muziek van jongeren. Vooral wegens goedbetaalde engagementen verlegden zij hun werkterrein naar Duitsland.

## Indo-Rock in Duitsland 1960-1964
Samen met gitarist Franky Luyten begonnen de Tielman Brothers hun goedbetaalde maandcontracten in de Ringstube in Mannheim. De familie Fluhrmann was de eigenaar van dit danslokaal en de Ringstube werd door de bands en het publiek steeds de Spoetnik genoemd, vanwege de inrichting met raketten en futuristische ruimtevaartuigen. De Tielman Brothers zouden er nog vaak terugkomen. Daarna trokken ze naar Studio 15 in Düsseldorf en de fraaie dancing Westhof in Heidelberg, een legendarische locatie, vanwege de Amerikaanse GI's die daar gelegerd waren. Nog zo'n beroemde dancing was de Jolly Bar in Hanau, gelegen nabij Frankfurt am Main, eveneens een Amerikaanse legerplaats. De Duitse zaaleigenaren haalden na het succes van de Tielman Brothers steeds meer Indo bands naar Duitsland.
In het voorjaar van 1961 kocht Andy Tielman zijn allereerste (witte) Fender Jazzmaster gitaar en Fender versterker. Andy kende deze gitaar van de LP hoezen van The Ventures. Deze gitaar bleek ook erg geschikt om in de lucht te gooien (veel lichter dan hun Gibsons) en andere acrobatische toeren mee uit te halen. Dat gaf de doorslag en bij Radio-Musikhaus Barth in Stuttgart werd uiteindelijk een complete Fender uitrusting met Klemt Echolette (buizen) tape-echo's voor de groep aangeschaft.
In Duitsland kregen de Tielman Brothers in 1962 een platencontract van Ariola aangeboden. Hun instrumentale gitaarnummers Java Guitars (Guitar Boogie) en Tahiti Jungle (Hawaiian War Chant) maakten indruk. In de periode 1962-1963 werden niet meer dan drie singles opgenomen. Andere Indorock groepen zoals The Crazy Rockers namen hun stijl en repertoire over en namen dit in Nederland op.
In de zomer van 1963 kwamen Andy en Reggy Tielman bij een ernstig auto-ongeluk onder een vrachtauto terecht. Het herstel van Andy, die zijn arm op acht plaatsen had gebroken, duurde vele maanden. Andy Tielman kon echter nooit meer zijn linkerarm volledig buigen. Als vervanger kwam Alphonse Faverey bij de Tielman Brothers. Andy Tielman ging zich na de doorbraak van de Beatles steeds meer toeleggen op zangwerk. Hij beschikte over een imponerend vokaal bereik van vijf octaven.

## Eindelijk succes in Nederland 1965-1967
Na het vertrek van Ponthon Tielman in 1964 is de magie tussen de vier broers verbroken. Andy, Reggy en Loulou Tielman gingen samen verder met Hans Bax (gitaar) en Rob Latuperisa (basgitaar), beiden afkomstig van de uiteengevallen Indorock band The Javalins. The Tielman Brothers kwamen met innovaties om hun gitaarsound te verbeteren. Andy Tielman plaatste vier extra stemmechanieken op zijn metallic blauwe Fender Jazzmaster, met de vier onderste snaren gedubbeld op zijn 10-snarige gitaar. Reggy Tielman bespeelde een witte Fender Bass VI met gewone dunnere gitaarsnaren, die daardoor hoger klonk dan een basgitaar. Hij ondersteunde als 2e solo- en ritmegitarist Andy Tielman met staccato-riffs, versterkte accenten, tegenritmes en zwaardere baslijnen. Bassist Robby Latuperisa had een witte Fender Bass VI met dikkere snaren, die klonk als een normale basgitaar.
In 1965 speelden ze tijdens de zomermaanden voor het eerst in Nederland in het Palais De Danse aan het Gevers Deynootplein in Scheveningen. Hun succes was enorm groot. Er volgde een platencontract met Negram/Delta records. Hun uitvoering van het nummer Maria uit West Side Story bereikte de 20e plaats van de top 40 in oktober 1965.
Tot 1967 maakten ze nog platen voor het Duitse Ariola label, maar de typische Tielmanstijl was vaak ver te zoeken. In 1967 scoorden ze onverwachts nog de grootste hit uit hun carrière. Little Bird bereikte de 7e plaats op de Top 40. Daarna volgde een periode met steeds wisselende bezettingen en traden ze op als Andy Tielman & The Tielman Brothers, waarmee Andy Tielman tot 2008 actief was.
De grote waardering voor het pionierswerk van Andy Tielman en de Tielman Brothers en hun bijdragen voor het Nederlands cultureel erfgoed kwam sedert de jaren tachtig op gang.

## Nederlandse Top 40
| Single met eventuele hitnotering(en) in de Nederlandse Top 40 | Datum van verschijnen | Datum van binnenkomst | Hoogste positie | Aantal weken | Opmerkingen |
| ------------------------------------------------------------- | --------------------- | --------------------- | --------------- | ------------ | ----------- |
| Maria                                                         |                       | 02-10-1965            | 20              | 5            |             |
| Maria                                                         |                       | 13-11-1965            | 38              | 1            | Re-entry    |
| Little Bird                                                   |                       | 23-12-1967            | 7               | 13           |             |
| Poor People                                                   |                       | 23-12-1972            | tip23           | -            |             |

## NPO Radio 2 Top 2000
Van Tielman Brothers stond alleen Little Bird in 1999 in de NPO Radio 2 Top 2000, op plek 1357.

## Boeken
- Mutsaers, Lutgard: Rockin' Ramona - 'n gekleurde kijk op de bakermat van de Nederpop (SDU, 's Gravenhage 1989) ISBN 9012 060 40 0
- Tielman, Andy: That's My Life (Sir Winston / Pharos, Rijswijk 2006) ISBN 90 809 6702 5
- Smilde, Harm Peter: Helden van Toen - The Tielman Brothers en de Nederlandse rock-'n-roll 1957- 1967 (Uitgeverij SWP, Amsterdam 2017) ISBN 978 90 8850 754 0
- Blokhuis, Leo: Blauwe Zomer